# Lago Bajtegán
El lago Bajtegán (en persa: دریاچۀ بختگان‎) es un lago asiático, salado y endorreico, localizado en los montes Zagros, en la provincia de Fars, en el sur de Irán, a unos 160 km al este de Shiraz y 15 km al oeste de la ciudad de Neyriz.
Con una superficie de 3.500 km², es el segundo mayor lago de Irán. Es alimentado por el río Kor. Varias presas han sido construido aguas arriba en el río Kor, lo que ha reducido significativamente el flujo de agua en el lago, aumentando su salinidad y poniendo en peligro las poblaciones del lago de flamencos y otras aves migratorias.